# Silent Planet
Silent Planet is een Amerikaanse metalcore band uit Azusa, Californië. De band is momenteel getekend bij Solid State Records. Tot op heden hebben ze twee ep's en vier studioalbums uitgebracht. Hun bandnaam is afkomstig van het boek Out of the Silent Planet van C.S. Lewis. De band heeft opgetreden met bands zoals Norma Jean, Beartooth, Texas in July, For Today, Phinehas, Gideon, Enter Shikari, en Fit for a King.

## Geschiedenis

### Start enCome Wind, Come Weatherep (2009-2012)
In 2012 nam de band de eerste ep Come Wind, Come Weather op in Atlanta, Georgia met producer Matt Goldman. De ep kwam uit op 15 mei 2012.
Daarna toerden ze met bands als Becoming the Archetype, I, of Helix en Dayseeker en speelden ze op Californië Metalfest 2012.

### lastsleep (1944-1946)ep (2012-2014)
Op 14 februari 2013 bracht de band het nummer Tiny Hands (Au Revoir) uit, welke het verhaal vertelt van Marguerite Rouffanche, overlevende van het bloedbad van Oradour-sur-Glane op 10 juni 1944.
Ze bleven touren en speelden op de Scream the Prayer Tour met bands als Wolves at the Gate en Fit for a King. Op 23 juli 2013 bracht de band het nieuwe nummer Darkstrand (Hibakusha) uit, welke ook het verhaal van een slachtoffer van de Tweede Wereldoorlog vertelt. Dit verhaal speelt zich af in Japan vlak na de impact van de atoombom op Hiroshima.
Op 2 januari 2014 kwam de ep lastsleep (1944-1946) uit, welke is gebaseerd op verhalen van slachtoffers uit de Tweede Wereldoorlog. Het bevat de twee nummers uitgebracht in 2013 en het nummer Wasteland (Vechnost) en twee instrumentale nummers. Later dat jaar gingen ze op tour met bands als Sleeping Giant, This or the Apocalypse, Phinehas, Those Who Fear, Lionfight en The Ongoing Concept.

### The Night God Slept(2014-2016)
Op 14 september 2014 kondigde de band aan dat hun nieuwe album uit zou komen op 11 november 2014. Op 23 september 2014 werd bekend dat dit album The Night God Slept zou heten en op 10 november 2014 uit zou komen bij Solid State Records. De band liet voor het uitkomen van het album een paar nummers horen via hun Facebookpagina: XX (City Grave) op 30 september, gevolgd door Native Blood op 23 oktober, firstwake op 2 november en Depths II op 5 november.
Op 30 September 2015 kondigde Efimov aan de band te verlaten.

### Everything Was Sound(2016–heden)
Op 27 april 2016 kondigde Silent Planet de titel van hun tweede album, Everything Was Sound, aan via de Instagram van Vans Warped Tour, samen met de releasedatum van 1 juli 2016. De band tourde met Vans Warped Tour tijdens het uitkomen van het album.
De band bracht drie singles van het album uit, waarvan twee een videoclip hadden. Panic Room kwam uit op 12 mei 2016, Psychescape op 2 juni 2016 en Orphan op 17 juni 2016.
Op 15 juni 2018 bracht de band "Northern Fires (Guernica)" uit, dat draait om de Spaanse burgeroorlog. De band bracht op 17 juli 2018 nog een single uit, met de titel "Vanity of Sleep", 
Op 7 augustus 2018 kondigde de band de titel aan van hun derde studioalbum, When The End Began, dat werd uitgebracht op 2 november 2018.

## Stijl en Invloeden
De muzikale stijl van de band wordt omschreven als metalcore en progressieve metal en staat bekend om het ingewikkelde geluid en het opnemen van postrock-texturen.
De band wordt ook opgemerkt voor hun gedachte stimulerende songteksten, die betrekking hebben op onderwerpen als oorlog, psychologie en religie. Ze worden soms gelabeld als christelijke metal ten gevolge van het gebruik van bijbelse verwijzingen en het persoonlijk geloof van de bandleden, hoewel ze ook niet-religieuze thema's en referenties gebruiken.
De bandleden vermelden Oh, Sleeper, Architects, Underoath en This Will Destroy You als invloeden.

## Leden
Huidige leden
- Garrett Russell – screams (2009–heden)
- Thomas Freckleton – basgitaar, keyboards, zang (2012–heden), gitaar (2013)
- Mitchell Stark – gitaar (2014–heden)
- Alex Camarena – drums (2012–heden)

Voormalige leden
- Spencer Keene – gitaar (2011-2016)
- Igor Efimov – gitaar (2014-2015)
- Garrett Lemster – bas (2011-2013)
- Nathan Benedictus – gitaar (2009-2012)
- Ryan Whittington – gitaar (2011-2013)
- Teddy Ramirez – drums (2012)
- Jason Scribner – drums (2009-2010)
- Nick Marshall – gitaar, zang (2009-2010)
- Jay Learue – basgitaar (2009-2010)
- David "Ducky" Belvin – gitaar (2009-2010)

## Discografie
Studioalbums
- The Night God Slept (2014)
- Everything Was Sound (2016)
- When the End Began (2018)
- Iridescent (2021)
- Superbloom (2023)

Ep's
- Come Wind, Come Weather (2012)
- lastsleep (1944-1946) (2014)